# 斑背小羚羊
斑背小羚羊（Cephalophus zebra），又名斑紋麂羚或斑紋遁羚，是分佈在科特迪瓦及利比里亞的細小麂羚。其种加词“zebra”意为“有斑马状纹样的”。
斑背小羚羊是金色或赤褐色的，有像斑馬的斑紋，上肢及面部呈深色。牠們長90厘米，肩高45厘米，重達20公斤。牠們的角像耙子，公羊的長4.5厘米，雌羊的長2.25厘米。
斑背小羚羊棲息在原生雨林，吃葉子及果實。牠們被世界自然保護聯盟列為易危。野外的數量估計有28000頭。为濒危野生动植物种国际贸易公约附录II所列的保护动物。

## 外部連結
- Ultimateungulate.com （页面存档备份，存于）
- wild about you.com （页面存档备份，存于）